# フェニックス・マリー
フェニックス・マリー（英語：Phoenix Marie、1981年9月21日 - ）は、アメリカ合衆国のポルノ女優。101 Modelingに所属している。ペントハウス・ペットである。

## 略歴
1981年9月21日にカリフォルニア州リバーサイドに誕生する。『Brand New Faces #2』でポルノ女優としてデビュー。芸名の「フェニックス」は、マーベル・コミックのフェニックスに由来する。
2012年、テレビドラマ『ジーナ』のパロディ作品『Xena: Warrior Princess XXX』で主役に抜擢され、レクシー・ベルと共演する。